# Sommet de la Bernarde
Il Sommet de la Bernarde (1.941 m s.l.m.) è la montagna più alta delle Prealpi di Provenza, situata nel gruppo delle Prealpi di Grasse. Si trova al confine tra i dipartimenti francesi delle Alpi dell'Alta Provenza e delle Alpi Marittime.
La montagna è collocata a sud di Vergons e a sud del Col de Toutes Aures (colle che separa le Prealpi di Grasse dalle Alpi Marittime.